# Jean Sautivet
Jean Sautivet, né à Bourges le 14 mars 1798 et décédé le 5 juin 1867 à Plaimpied-Givaudins, est un fabricant et joueur de musettes dans le Berry. On trouve des traces de son activité dans la musique à partir des années 1830.

## Instruments
Les instruments créés par Jean Sautivet dénotent par leur qualité. Il attachait une importance particulière au décor de l'instrument.
Certains de ses instruments sont exposés au musée de Marzy, de Montluçon et dans d'autres musées aux États-Unis.

## Hommage
Depuis août 2013, il dispose d'une stèle à son effigie dans la commune de Plaimpied-Givaudins.